# Sätila pastorat
Sätila pastorat är ett pastorat i Marks och Kinds kontrakt i Göteborgs stift i Marks kommun i Västra Götalands län.
Pastoratet har haft nuvarande omfattning sedan 1693 och består av nedanstående församlingar. Före 1693 ingick även Tostareds församling i pastoratet.
- Sätila församling
- Hyssna församling

Pastoratskod är 081209.